# مزرک خان زدران
مزرک خان زدران (پشتو: زمرک خان ځدراڼ)؛ دوره شهرت از دهه ۱۹۰۰ تا ۱۹۷۲ میلادی) یک خان قبیله زدران بود که در جریان شورش قبایل افغان ۱۹۴۴–۱۹۴۷ بر علیه حکومت افغانستان و برای بازگرداندن شاه امان‌الله خان به قدرت، مبارزه نمود. برخی منابع نام وی را «مزارک» یا «مزرک» گفته‌اند.

## زندگی شخصی و ظاهر
ببرک خان ۹ یا ۱۸ فرزند داشت و مزرک بزرگ‌ترین آن‌ها بود،‏‏ وی در زمان تولد مزرک خان رئیس قبلیه زدران بود. یکی از برادران مزرک، سید اکبر ببرک نام داشت. خانه زمستانی مزرک در قریه آلمارا بود. ظاهر وی در ۱۹۵۱ میلادی این‌گونه توصیف گردید، «مرد قوی هیکل با ریش سیاه» که «چوگا (بالاپوش) پشمی گلدوزی به رنگ قهوه‌ای بر شلوار قمیض خود پوشیده بود». در سال ۱۹۷۲ وی این‌گونه توصیف شد، «یک پشتون تنومند، دارای اعتماد به نفس در ظاهر و رفتار، آرام، با نجابتی که خود کسب کرده‌است. وی شلوار قمیض قهوه‌ای روشن، کلاه بلند لیاقت به رنگ سیاه و پاپوش‌های سیاه بر تن داشت و دارای ریش و سبیل رنگ شده بود».

## خان قبیله

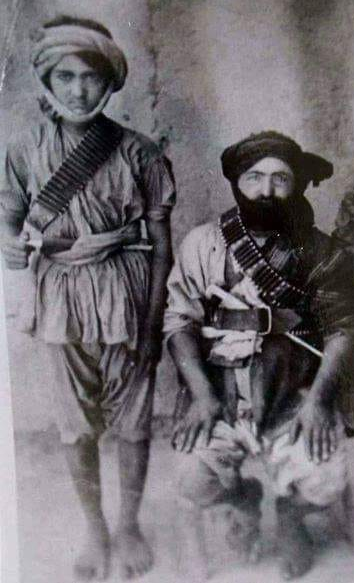
مزرک (چپ) با پدرش، بابراک. تصویر در ۱۹۲۵ میلاد ییا قبل‌تر گرفته شده.

مزرک پس از فوت پدرش به قدرت رسید. وی از حامیان بازگشت امان‌الله خان بود، شاهی که بر اثر جنگ داخلی افغان از سلطنت عزل شده بود. بررسی که از سوی یک پاکستانی در ۱۹۴۷ صورت گرفت می‌گوید که، «پس از این‌که دودمان فعلی تخت کابل را تصرف کرد، به مزرک که برادر بزرگ‌تر سید اکبر است رتبه نائب سالار داده شد».
مزرک در آوریل ۱۹۴۴ بر نیروهای دولتی در ولایت جنوبی افغانستان کمین زد و پس از آن دوباره شکست داده شد و مجبور به عقب‌نشینی به کوه‌ها گردید. او طی سال‌های بعدی نیز به جنگ علیه حکومت افغانستان ادامه داد. وی در اواخر ۱۹۴۴ بر راج بریتانیا حمله کرد و در آن‌جا سلطان‌احمد که رئیس قبیله بلوچستان بود، به وی ملحق شد. چندی بعد یکی دیگر از رهبران شورشی که به نام مستعار پاک شناخته می‌شد نیز به آن‌ها ملحق شد.
با این حال، اقبال مزرک نمی‌توانست بیشتر از این دوام آورد. وی به‌وسیله بمباران به زور از قلمرو بریتانیا بیرون کرده شد. بیشتر مردمان قبیله صافی در اکتبر ۱۹۴۵ تسلیم شدند و پس از آن‌ها سلطان احمد در نوامبر تسلیم شد. با این همه، مزرک و برادرش به مبارزه خود ادامه دادند و تا ۱۱ ژانویه ۱۹۴۷ تسلیم نشدند. حکومت افغانستان مزرک را از این کشور بیرون کرد، اما مقامات راج بریتانیا با استقبال وی را پذیرفتند.

## جانشینی
در کتاب تبانی‌های سیاسی در پاکستان که در ۱۹۶۹ تحریر شده‌است، آمده که رئیس قبیله زدران در آن‌زمان عبدالله خان جدران یاوان بود، هرچند این به‌طور دقیق معلوم نیست آیا این جانشینی متصل بوده یا این‌که کسی دیگری در میان مزرک و عبدالله رئیس قبیله بوده‌است.

## تبعید و اواخر زندگی
مزرک و برادر وی سعد، طبق حکم مقرره III از ۱۸۱۸، در ۲ آوریل ۱۹۴۸ به ترتیب در خانه‌های شماره ۳۰۰۰ و ۳۲۵۹ در منطقه کاهل، ایبت آباد تحت نظارت قرار گرفتند.‏ در همان تاریخ غلام سرور که معاون کمیسیونر بود به رئیس پلیس منطقه یک نامه تحت شماره ۴۹۳۸/۳۰٫۲۰ فرستاد و از وی درخواست نمود تا آن‌ها را از نزدیک تحت نظارت داشته و هرازگاهی فعالیت‌های آن‌ها را گزارش دهد. مزرک (که هنوز زندانی است) متهم می‌شود که در جریان جنگ ۱۹۴۷–۱۹۴۸ پاکستان و هند به پیروان خود دستور داده‌است تا به نیروهای ارتشی آزاد کشمیر ملحق شوند و «کشمیر را از حاکمیت هندوستان آزاد کنند».
برادر مزرک، سید اکبر ببرک، به تاریخ ۱۶ اکتبر ۱۹۵۱ بر نخست‌وزیر پاکستان لیاقت علی خان شلیک نموده و وی را به قتل رساند. مدت کوتاهی پس از این رویداد، مزرک در یک خانه مربوط به پلیس پاکستان که خالی بود زندانی گردید و قرار بود «برای مدتی بیشتر» در آن‌جا بماند. وی ادعا نمود که قبل از این‌که برادر وی، لیاقت علی خان را به قتل برساند، برای وی مبلغ ۱۴۰۰ یورو از جانب «برخی مقامات افغانستان» برای کشتن لیاقت پیشنهاد شده بود، اما وی این پیشنهاد را رد کرده بود.
مزرک که هنوز در ایبت‌آباد بود در سال ۱۹۷۲ با زبیر قریشی در رابطه به کشته شدن لیاقت علی توسط برادرش مصاحبه‌ای انجام داد. مزرک تأکید کرد که برادر وی نخست‌وزیر را به قتل نرسانده‌است و همچنین اظهار داشت که او هنوز هم حقوق ماهیانهٔ (۲۵۵ دلار آمریکایی در ماه) از طرف دولت پاکستان دریافت می‌کند که تنها منبع درآمد وی بوده و برای امرار معاش و سفرهای تفریحی وی کافی است. گریزگاه تابستانی مورد علاقه وی شوگران در دره کاغان بود.

## خاندان
|                               |                               |                               |                               |                               |                               |                              |                              |                                                      |                                                      |                                                      |                                                      | مازر خان‏ ش. اواخر قرن ۱۹ میلادی                      |                                                      |                            |                            |                                                             |                                                             |                                                             |                                                             |                                                             |                                                             |          |          |                       |                       |                       |                       |                       |                       |  |  |                  |                  |                  |                  |                  |                  |  |  |  |  |  |  |  |  |  |  |  |  |
|                               |                               |                               |                               |                               |                               |                              |                              |                                                      |                                                      |                                                      |                                                      |                                                      |                                                      |                            |                            |                                                             |                                                             |                                                             |                                                             |                                                             |                                                             |          |          |                       |                       |                       |                       |                       |                       |  |  |                  |                  |                  |                  |                  |                  |  |  |  |  |  |  |  |  |  |  |  |  |
|                               |                               |                               |                               |                               |                               |                              |                              |                                                      |                                                      |                                                      |                                                      |                                                      |                                                      |                            |                            |                                                             |                                                             |                                                             |                                                             |                                                             |                                                             |          |          |                       |                       |                       |                       |                       |                       |  |  |                  |                  |                  |                  |                  |                  |  |  |  |  |  |  |  |  |  |  |  |  |
|                               |                               |                               |                               |                               |                               |                              |                              |                                                      |                                                      |                                                      |                                                      | بابک خان‏ وفات ۱۹۲۴ یا ۱۹۲۵                           | بابک خان‏ وفات ۱۹۲۴ یا ۱۹۲۵                           | بابک خان‏ وفات ۱۹۲۴ یا ۱۹۲۵ | بابک خان‏ وفات ۱۹۲۴ یا ۱۹۲۵ | بابک خان‏ وفات ۱۹۲۴ یا ۱۹۲۵                                  | بابک خان‏ وفات ۱۹۲۴ یا ۱۹۲۵                                  |                                                             |                                                             | خان محمد                                                    | خان محمد                                                    | خان محمد | خان محمد | خان محمد              | خان محمد              |                       |                       |                       |                       |  |  |                  |                  |                  |                  |                  |                  |  |  |  |  |  |  |  |  |  |  |  |  |
|                               |                               |                               |                               |                               |                               |                              |                              |                                                      |                                                      |                                                      |                                                      | بابک خان‏ وفات ۱۹۲۴ یا ۱۹۲۵                           | بابک خان‏ وفات ۱۹۲۴ یا ۱۹۲۵                           | بابک خان‏ وفات ۱۹۲۴ یا ۱۹۲۵ | بابک خان‏ وفات ۱۹۲۴ یا ۱۹۲۵ | بابک خان‏ وفات ۱۹۲۴ یا ۱۹۲۵                                  | بابک خان‏ وفات ۱۹۲۴ یا ۱۹۲۵                                  |                                                             |                                                             | خان محمد                                                    | خان محمد                                                    | خان محمد | خان محمد | خان محمد              | خان محمد              |                       |                       |                       |                       |  |  |                  |                  |                  |                  |                  |                  |  |  |  |  |  |  |  |  |  |  |  |  |
|                               |                               |                               |                               |                               |                               |                              |                              |                                                      |                                                      |                                                      |                                                      |                                                      |                                                      |                            |                            |                                                             |                                                             |                                                             |                                                             |                                                             |                                                             |          |          |                       |                       |                       |                       |                       |                       |  |  |                  |                  |                  |                  |                  |                  |  |  |  |  |  |  |  |  |  |  |  |  |
| مزرک زدران‏ ش. دهه ۱۹۰۰ – ۱۹۷۲ | مزرک زدران‏ ش. دهه ۱۹۰۰ – ۱۹۷۲ | مزرک زدران‏ ش. دهه ۱۹۰۰ – ۱۹۷۲ | مزرک زدران‏ ش. دهه ۱۹۰۰ – ۱۹۷۲ | مزرک زدران‏ ش. دهه ۱۹۰۰ – ۱۹۷۲ | مزرک زدران‏ ش. دهه ۱۹۰۰ – ۱۹۷۲ |                              |                              | سید اکبر بابرک‏ متولد ۱۹۲۱ یا ۱۹۲۲ وفات ۱۶ اکتبر ۱۹۵۱ | سید اکبر بابرک‏ متولد ۱۹۲۱ یا ۱۹۲۲ وفات ۱۶ اکتبر ۱۹۵۱ | سید اکبر بابرک‏ متولد ۱۹۲۱ یا ۱۹۲۲ وفات ۱۶ اکتبر ۱۹۵۱ | سید اکبر بابرک‏ متولد ۱۹۲۱ یا ۱۹۲۲ وفات ۱۶ اکتبر ۱۹۵۱ | سید اکبر بابرک‏ متولد ۱۹۲۱ یا ۱۹۲۲ وفات ۱۶ اکتبر ۱۹۵۱ | سید اکبر بابرک‏ متولد ۱۹۲۱ یا ۱۹۲۲ وفات ۱۶ اکتبر ۱۹۵۱ |                            |                            | شورش‌های قبیله‌ای افغان طی ۱۹۴۴ تا ۱۹۴۷ میلادی ش. ۱۹۲۵ – ۱۹۴۷ | شورش‌های قبیله‌ای افغان طی ۱۹۴۴ تا ۱۹۴۷ میلادی ش. ۱۹۲۵ – ۱۹۴۷ | شورش‌های قبیله‌ای افغان طی ۱۹۴۴ تا ۱۹۴۷ میلادی ش. ۱۹۲۵ – ۱۹۴۷ | شورش‌های قبیله‌ای افغان طی ۱۹۴۴ تا ۱۹۴۷ میلادی ش. ۱۹۲۵ – ۱۹۴۷ | شورش‌های قبیله‌ای افغان طی ۱۹۴۴ تا ۱۹۴۷ میلادی ش. ۱۹۲۵ – ۱۹۴۷ | شورش‌های قبیله‌ای افغان طی ۱۹۴۴ تا ۱۹۴۷ میلادی ش. ۱۹۲۵ – ۱۹۴۷ |          |          | ایزمیر‏ ش. ۱۹۲۵ – ۱۹۴۵ | ایزمیر‏ ش. ۱۹۲۵ – ۱۹۴۵ | ایزمیر‏ ش. ۱۹۲۵ – ۱۹۴۵ | ایزمیر‏ ش. ۱۹۲۵ – ۱۹۴۵ | ایزمیر‏ ش. ۱۹۲۵ – ۱۹۴۵ | ایزمیر‏ ش. ۱۹۲۵ – ۱۹۴۵ |  |  | ۵ یا ۱۴ نفر دیگر | ۵ یا ۱۴ نفر دیگر | ۵ یا ۱۴ نفر دیگر | ۵ یا ۱۴ نفر دیگر | ۵ یا ۱۴ نفر دیگر | ۵ یا ۱۴ نفر دیگر |  |  |  |  |  |  |  |  |  |  |  |  |
| مزرک زدران‏ ش. دهه ۱۹۰۰ – ۱۹۷۲ | مزرک زدران‏ ش. دهه ۱۹۰۰ – ۱۹۷۲ | مزرک زدران‏ ش. دهه ۱۹۰۰ – ۱۹۷۲ | مزرک زدران‏ ش. دهه ۱۹۰۰ – ۱۹۷۲ | مزرک زدران‏ ش. دهه ۱۹۰۰ – ۱۹۷۲ | مزرک زدران‏ ش. دهه ۱۹۰۰ – ۱۹۷۲ |                              |                              | سید اکبر بابرک‏ متولد ۱۹۲۱ یا ۱۹۲۲ وفات ۱۶ اکتبر ۱۹۵۱ | سید اکبر بابرک‏ متولد ۱۹۲۱ یا ۱۹۲۲ وفات ۱۶ اکتبر ۱۹۵۱ | سید اکبر بابرک‏ متولد ۱۹۲۱ یا ۱۹۲۲ وفات ۱۶ اکتبر ۱۹۵۱ | سید اکبر بابرک‏ متولد ۱۹۲۱ یا ۱۹۲۲ وفات ۱۶ اکتبر ۱۹۵۱ | سید اکبر بابرک‏ متولد ۱۹۲۱ یا ۱۹۲۲ وفات ۱۶ اکتبر ۱۹۵۱ | سید اکبر بابرک‏ متولد ۱۹۲۱ یا ۱۹۲۲ وفات ۱۶ اکتبر ۱۹۵۱ |                            |                            | شورش‌های قبیله‌ای افغان طی ۱۹۴۴ تا ۱۹۴۷ میلادی ش. ۱۹۲۵ – ۱۹۴۷ | شورش‌های قبیله‌ای افغان طی ۱۹۴۴ تا ۱۹۴۷ میلادی ش. ۱۹۲۵ – ۱۹۴۷ | شورش‌های قبیله‌ای افغان طی ۱۹۴۴ تا ۱۹۴۷ میلادی ش. ۱۹۲۵ – ۱۹۴۷ | شورش‌های قبیله‌ای افغان طی ۱۹۴۴ تا ۱۹۴۷ میلادی ش. ۱۹۲۵ – ۱۹۴۷ | شورش‌های قبیله‌ای افغان طی ۱۹۴۴ تا ۱۹۴۷ میلادی ش. ۱۹۲۵ – ۱۹۴۷ | شورش‌های قبیله‌ای افغان طی ۱۹۴۴ تا ۱۹۴۷ میلادی ش. ۱۹۲۵ – ۱۹۴۷ |          |          | ایزمیر‏ ش. ۱۹۲۵ – ۱۹۴۵ | ایزمیر‏ ش. ۱۹۲۵ – ۱۹۴۵ | ایزمیر‏ ش. ۱۹۲۵ – ۱۹۴۵ | ایزمیر‏ ش. ۱۹۲۵ – ۱۹۴۵ | ایزمیر‏ ش. ۱۹۲۵ – ۱۹۴۵ | ایزمیر‏ ش. ۱۹۲۵ – ۱۹۴۵ |  |  | ۵ یا ۱۴ نفر دیگر | ۵ یا ۱۴ نفر دیگر | ۵ یا ۱۴ نفر دیگر | ۵ یا ۱۴ نفر دیگر | ۵ یا ۱۴ نفر دیگر | ۵ یا ۱۴ نفر دیگر |  |  |  |  |  |  |  |  |  |  |  |  |
|                               |                               |                               |                               |                               |                               |                              |                              |                                                      |                                                      |                                                      |                                                      |                                                      |                                                      |                            |                            |                                                             |                                                             |                                                             |                                                             |                                                             |                                                             |          |          |                       |                       |                       |                       |                       |                       |  |  |                  |                  |                  |                  |                  |                  |  |  |  |  |  |  |  |  |  |  |  |  |
|                               |                               | دلاور خان‏ متولد ۱۹۳۹ یا ۱۹۴۰  | دلاور خان‏ متولد ۱۹۳۹ یا ۱۹۴۰  | دلاور خان‏ متولد ۱۹۳۹ یا ۱۹۴۰  | دلاور خان‏ متولد ۱۹۳۹ یا ۱۹۴۰  | دلاور خان‏ متولد ۱۹۳۹ یا ۱۹۴۰ | دلاور خان‏ متولد ۱۹۳۹ یا ۱۹۴۰ |                                                      |                                                      |                                                      |                                                      | محمد عمر ببرکزای‏ ش. ۱۹۸۰                             | محمد عمر ببرکزای‏ ش. ۱۹۸۰                             | محمد عمر ببرکزای‏ ش. ۱۹۸۰   | محمد عمر ببرکزای‏ ش. ۱۹۸۰   | محمد عمر ببرکزای‏ ش. ۱۹۸۰                                    | محمد عمر ببرکزای‏ ش. ۱۹۸۰                                    |                                                             |                                                             |                                                             |                                                             |          |          |                       |                       |                       |                       |                       |                       |  |  |                  |                  |                  |                  |                  |                  |  |  |  |  |  |  |  |  |  |  |  |  |

1. ↑  منابع در مورد این‌که ببرک خان چند فرزند داشت اختلاف نظر دارند – «جمنا داس اختر»[ج] می‌گوید که ببرک ۱۸ پسر داشت،[۳۱] درحالی که یک بررسی دولتی پاکستان تحت عنوان «ترور آقای لیاقت علی خان»[چ] می‌گوید که ببرک ۹ پسر داشت،[۳۲] دیوید بی. ادوارز می‌گوید که ببرک ۲ فرزند داشت،[۳۳] اما این رقم اشتباه به‌نظر می‌رسد، چون حداقل نام چهار فرزند ببرک معلوم است.
2. ↑  محمد عمر ببرک زی نوه ببرک خان بود،[۳۵] گرچه معلوم نیست که از کدام فرزند ببرک است.